# Тосья (Кастамону)
То́сья — малый город и район на юго-востоке ила Кастамону, в Пафлагонии, в Турции. Расположен у подножья горной цепи Ылгаз.

## История
В древности гора Ылгаз была известна как Ольгассий. На Ольгассии всюду были воздвигнуты святилища. Близ деревни Курмалар, западнее Тосьи обнаружены остатки храма Великой Геры — Герайона, построенного в III—II вв. до н. э. и существовавшего до II — первой половины III века н. э. Сохранились часть фундамента храма, фрагменты эллинистической и римской керамики, остатки антаблемента с изображением листьев аканфа. Существует предположение, что в этом месте находилась Кимиата — сильное природное укрепление в области Кимиатена, служившее основателю и владыке Понта Митридату I Ктисту опорным пунктом. Кристиан Марек полагает, что это святилище Геры Кандарены (др.-греч. Ἥρας Κανδαρηνής ιερόν) близ Гангры, упоминаемое Стефаном Византийским.
Тосья основана римлянами между II и V вв. н. э. Процветала в поздневизантийский период. Завоевана турками-сельджуками в XIII веке.
Греческим названием была Теодосия (греч. Θεοδοσία).